# Казиев, Адиль Юсуф оглы
Адиль Юсуф оглы Казиев (азерб. Adil Yusif oğlu Qazıyev; 24 марта 1906, Нахичевань — 31 декабря 1972, Баку) — азербайджанский советский искусствовед и живописец, доктор искусствоведения (1958).

## Биография
Адиль Казиев родился 24 марта 1906 года в городе Нахичевань. В Нахичеванском театре Казиев учился у художника Бахруза Кенгерли. В 1925 году окончил Азербайджанскую высшую художественную школу. С 1927 по 1931 год учился на художественном факультете Московского текстильного института у Сергея Герасимова и Александра Куприна. В 1936 году окончил аспирантуру того же института. По окончании обучения вернулся в Азербайджан. Жил в Баку.
С 1928 по 1930 год Казиев был членом Общества молодых художников Азербайджана, а в 1930 году стал членом АзОРРИИС — Азербайджанского объединения революционных работников изобразительных искусств. Являлся автором таких работ, как «Два кузнеца» (1928-30, Национальный музей искусств Азербайджана), портреты художника Бахруза Кенгерли (1931) и писателя Мирзы Фатали Ахундова (1939, Музей азербайджанской литературы имени Низами Гянджеви), «Виды Нахичевани» (серия—пастель, 1938, Национальный музей искусств Азербайджана), а также эскиз ковра «10 лет АзССР» (темпера, 1930).
Адиль Казиев является автором книг и статей по декоративно-прикладному и изобразительному искусству Азербайджана (подробнее см. раздел «Сочинения»). С 1932 по 1941 год Казиев преподавал на художественном факультете Московского текстильного института, а с 1941 по 1945 год — в Азербайджанском художественном училище. В 1938 году Казиев получил степень кандидата технических наук, а с 1958 года — являлся доктором искусствоведения.
Адиль Казиев скончался 31 декабря 1972 года в Баку.

## Сочинения
- Народный художник А. Азим-Заде. Б., 1953, 52 с.
- О видах народного бытового искусства (Искусство Азербайджана, [сб.], т. 4. Б., 1954, с. 9-51)
- Об азербайджанском искусстве нач. XX в. 1900—1920 (там же, с. 109—125).
- Искусство после установления Советской власти. 1920—1941 (там же, с. 211—232).
- Искусство в послевоенный период. 1945—1950 (там же, с. 245—254).
- Прикладное искусство (там же, с. 327—333).
- Средневековый трактат о живописи (Доклады АН АзССР. Б., азерб. яз., 1957, М9, с. 1031—1034).
- О некоторых миниатюрах Садикибека Авшара и его трактате о живописи («Проблемы востоковедения». М., 1959, № 4, с. 127—130).
- Средневековый трактат о живописи («Искусство», 1960, № 2, с. 66-69).
- Советское искусство [Азербайджана]. (КХЭ, т. 1, с. 48— 50).
- О средневековой каллиграфии и хаттатах Азербайджана (Искусство Азербайджана, [сб.] 9. Б., 1963, с. 5— 44).
- Об искусстве азербайджанской миниатюры кон. XVI и нач. XVII в. (там же, [сб.] 10. В., 1964, с. 5-31)
- Садиг-бек Афшар. Канон изображений (Мастера искусств об искусстве. Сб., т. 1. М., 1965, с. 161—186).
- Атрибуция миниатюр рукописи Лаваех А. Джами. 1570—1571 гг. (Исследования и материалы по архитектуре и искусству Азербайджана. [Сб.]. Б, 1966, с. 91 — 102).
- Художественно-технические материалы и терминология средневековой книжной живописи, каллиграфии и переплетного искусства, Б., 1966, 134 с.
- Декоративно-прикладное искусство [Азербайджана] (ИИН СССР, т. 7, с. 246—249, т. 8, с. 372—374, т. 6, с. 397—398).
- Каллиграфия и оформление рукописей (там же, т. 3, с 306, 312, 316—318).
- Изобразительное и декоративно-прикладное искусство (там же, т. 5, с. 360—366, совм. с К. Д. Керимовым).